# Atelophragma forwoodii
Atelophragma forwoodii là một loài thực vật có hoa trong họ Đậu. Loài này được (S. Watson) Rydb. mô tả khoa học đầu tiên năm 1913.